# Chickasaw Bricktown Ballpark
O Chickasaw Bricktown Ballpark é um estádio localizado em Oklahoma City, estado de Oklahoma, nos Estados Unidos, possui capacidade total para 9.000 pessoas, é a casa do time do Oklahoma City Dodgers que joga na liga menor de beisebol nível triplo A Pacific Coast League,o estádio foi inaugurado em 1998.